# Eef Hoos
Evert Hendrik (Eef) Hoos (Den Haag, 12 juni 1946 – Monchique, 12 februari 2016) was een Nederlandse crimineel, ook wel bekend als "de Haagse Al Capone". Hoos stond onder meer aan het hoofd van het beruchte Haagse incassobureau Toetanchamon.

## Biografie

### Toetanchamon
Hoos richtte in de jaren tachtig het incassobureau Toetanchamon op. De organisatie hield er agressieve en gewelddadige methoden op na om schuldenaren tot betalen te dwingen, en zou verantwoordelijk zijn voor een reeks brandstichtingen en aanslagen eind jaren tachtig in Den Haag en omstreken.
Na negatieve berichten over Toetanchamon in de Haagsche Courant, ontplofte een autobom bij de uitgever ervan, Sijthoff Pers. Toen Toetanchamon een vergunning voor een beveiligingsbedrijf werd onthouden, volgden meerdere aanslagen, onder meer op een politiebureau en een kantoor van de sociale dienst.
Hoos wilde in het havengebied van Scheveningen een gigantische molen bouwen, een toeristische attractie die hij zelf omschreef als "het achtste wereldwonder". Dit plan werd tegengehouden door Adri Duivesteijn, destijds wethouder in Den Haag. Op Duivesteijn werd vervolgens in januari 1989 een aanslag gepleegd, die echter mislukte. Op zijn kantoor werd een tafellamp afgegeven, waarvan in de voet een explosief was verborgen. Door een mechanisch mankement explodeerde de lamp niet, waarna hij onschadelijk kon worden gemaakt.
Hoos bleef altijd ontkennen iets met de aanslagen te maken te hebben, maar belandde wel in de gevangenis. In totaal bracht Hoos 14 jaar in de gevangenis door.

### Themis
Na zijn gevangenschap wierp Hoos zich op als belangenbehartiger van (ex-)gedetineerden. Hij was grondlegger van Stichting Themis, een organisatie voor (ex-)gedetineerden. Deze gaf het blad The mis-Take uit, dat werd verspreid in gevangenissen. In het comité van aanbeveling hadden mr. Jan Leijten, oud-advocaat-generaal bij de Hoge Raad, en gevangenispastor Joop Spoor zitting.
In 1999 werd op het kantoor van Themis in Almere een bomaanslag gepleegd. Het gebouw ging in vlammen op. De dader, een ex-werknemer van Themis, verklaarde voor de rechtbank dat hij de aanslag had gepleegd in opdracht van Eef Hoos.
Hoos wilde het pand herbouwen en er een opvang voor oud-bajesklanten beginnen. Om dat te voorkomen kocht een omwonende het pand op. Hoos besloot daarop zich met zijn stichting te vestigen aan industrieterrein De Vaart. Nadat ook dit plan niet doorging vertrok Hoos naar de Algarve in Portugal. Hij vestigde daar het dierencrematorium Creon Starlight. In 2007 werd dit doorzocht in verband met de verdwijning van Madeleine McCann.

### Eef Hoos over zichzelf
In een interview met Het Parool uit 2005 omschreef Eef Hoos zijn leven zelf als volgt:

Ik was zeventien toen ik voor het eerst de gevangenis in ging. Ik was vijftig toen ik er voor de laatste keer uit kwam. Als ik mijn leven over zou mogen doen, dan zou ik het weer precies zo doen. Ik had die tijd in de gevangenis niet willen missen. Niet dat het leuk is in de gevangenis hoor, maar het is nou eenmaal mijn leven. Zo ben ik geworden wie ik ben. Als je ziet hoe ik hier woon aan de Algarve, dan heb ik het goed voor elkaar. Ik heb een kast van een huis, een zwembad van dertig meter, een tennisbaan en een visvijver. Ze zeggen dat misdaad niet loont, maar in mijn geval is dat wel zo.

### Ziekbed en overlijden
Hoos overleed in de nacht van 11 op 12 februari 2016 op 69-jarige leeftijd in zijn woning in Portugal, na een ziekbed. Hij leed al twee jaar aan diabetes en was bijna blind.